# Castelli di Ancona

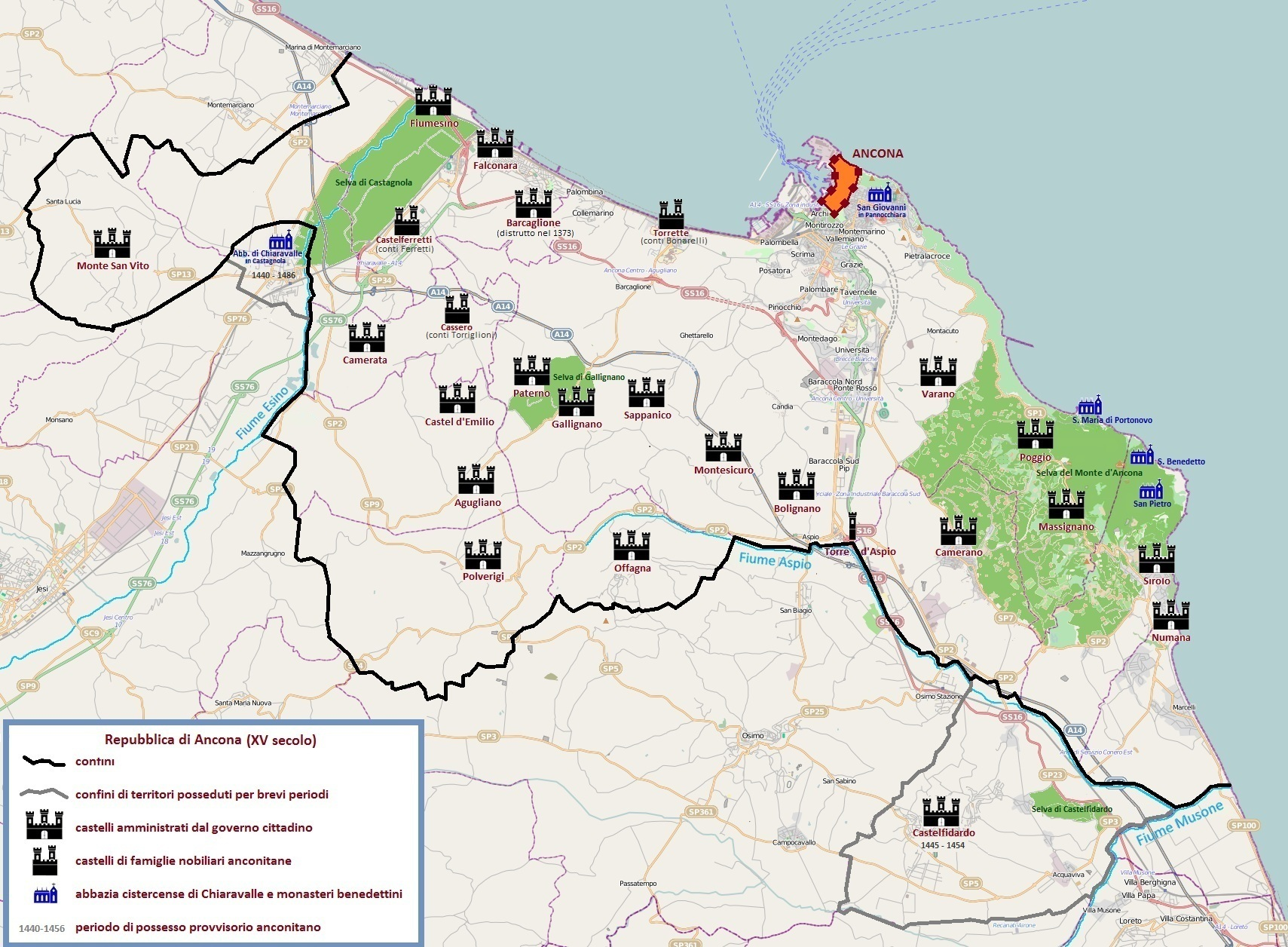
Repubblica di Ancona nel XV secolo: confini, castelli, monasteri, selve

I castelli di Ancona sono fortificazioni edificate o acquisite dalla Repubblica di Ancona con lo scopo di difendere il suo territorio. Molto spesso tali fortificazioni cingono centri abitati. I confini della repubblica marinara di Ancona, nel momento della sua massima estensione territoriale, in linea di massima erano: a nord-ovest il fiume Esino, a nord-est il mare Adriatico, a sud i fiumi Aspio e Musone. Il confine nord-ovest era, più precisamente, a Case Bruciate (località detta oggi Marina di Montemarciano). 
L'espressione ha vari corrispettivi nelle Marche, per esempio "Castelli di Jesi" o "Castelli di Urbino".

## I castelli

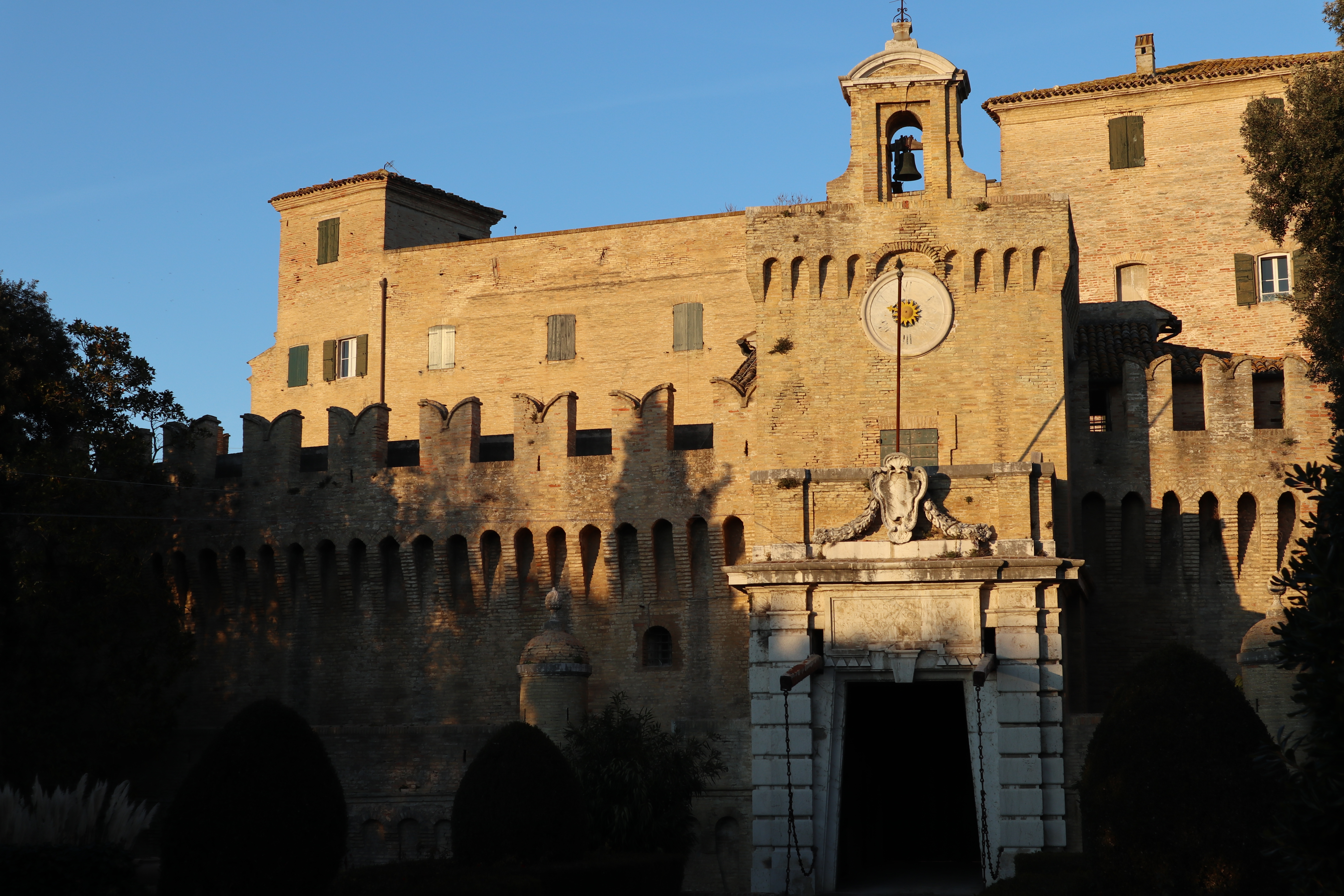
il Castello di Rocca Priora a Falconara Marittima

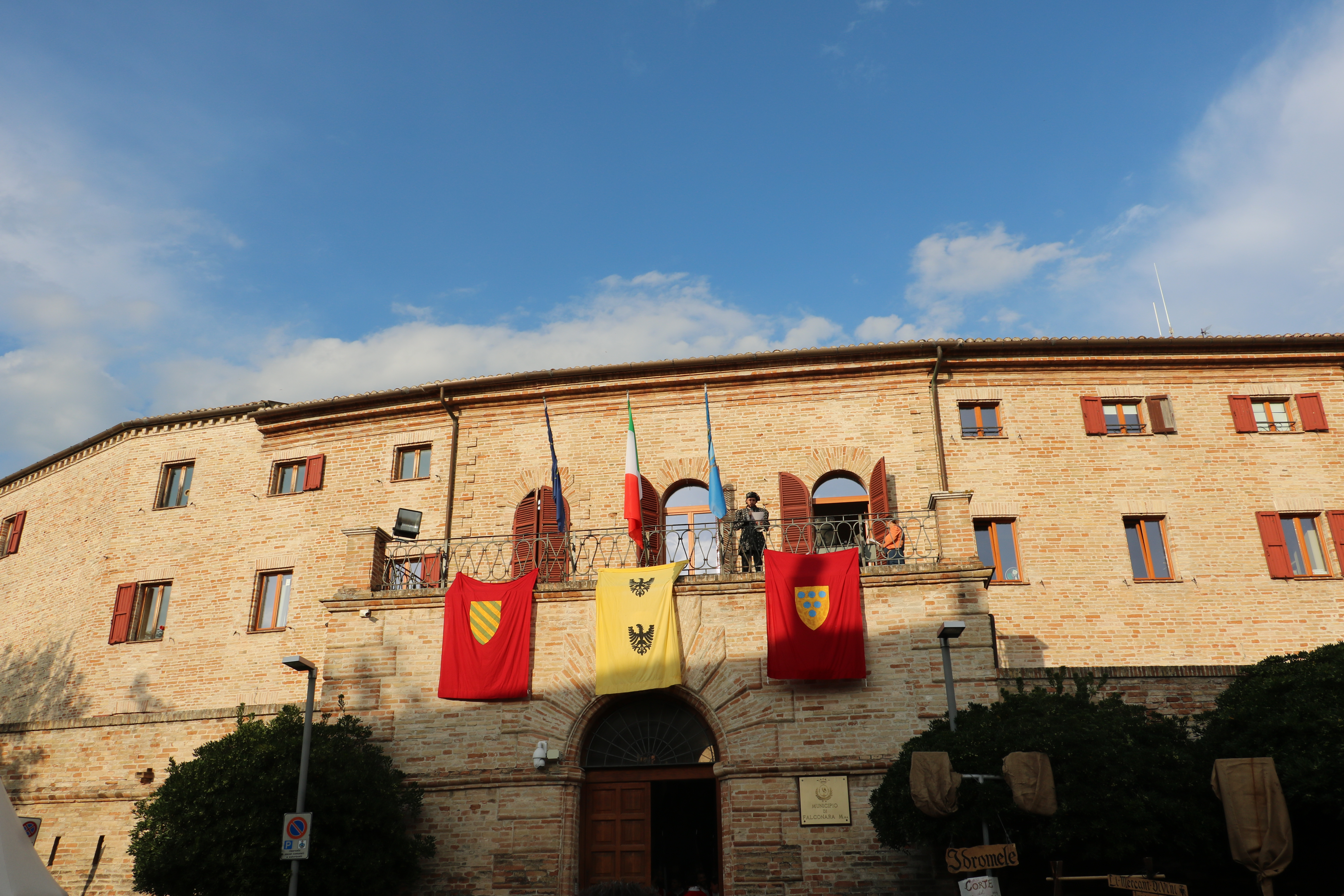
Il castello di Falconara

Il sistema difensivo della Repubblica di Ancona si componeva di venti castelli:
- sei avevano i compito di difendere il confine dell'Esino: Monte San Vito, Fiumesino, Cassero, Camerata, Castel d'Emilio, Falconara;
- cinque erano posti di guardia sul confine dell'Aspio: Agugliano, Polverigi, Offagna, Bolignano e Camerano;
- cinque servivano a difendere il Monte d'Ancona e la sua costa: Poggio, Massignano, Varano, Sirolo e Numana;
- quattro castelli avevano lo scopo di difendere la zona centrale della Repubblica: Paterno, Sappanico, Gallignano, Montesicuro; la linea che essi formavano serviva da collegamento tra la linea meridionale dell'Aspio e quella settentrionale dell'Esino, oltre che a difendere direttamente Ancona.

Il centro di Castelfidardo, per ragioni difensive, nel 1445 chiese al pontefice Eugenio IV di diventare un castello di Ancona; rimase tale fino al 1454.

## Amministrazione

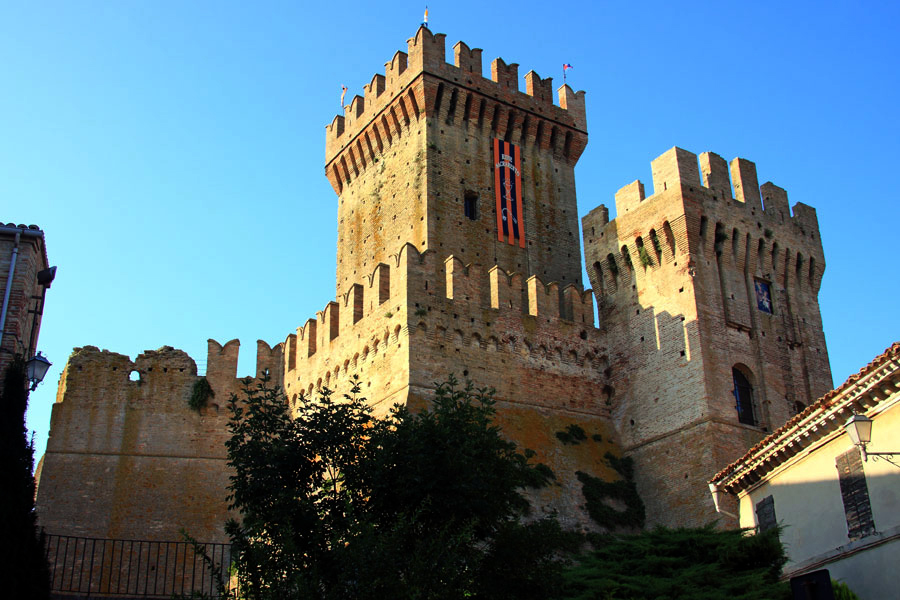
La Rocca di Offagna

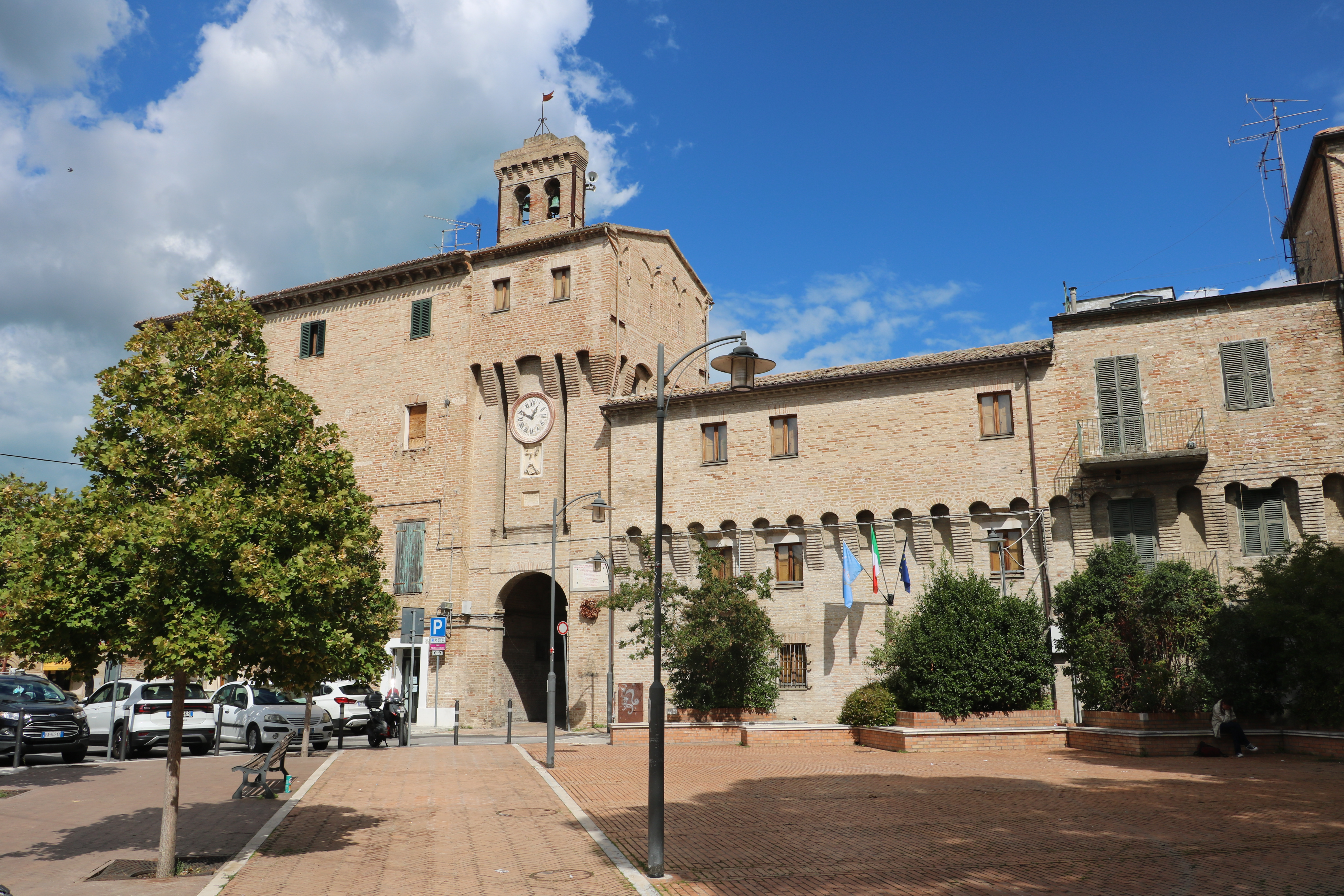
Castello dei conti Ferretti a Castelferretti

Le struttura amministrativa della Repubblica di Ancona prevedeva che il comando di ogni castello fosse affidato ad un podestà, un nobile estratto a sorte fra quelli cosiddetti "di secondo bossolo" e "di secondo grado"; l'incarico, che durava sei mesi, era retribuito e comportava l'obbligo di risiedere nel castello. 
Non tutti i castelli della Repubblica erano soggetti direttamente al governo cittadino: alcuni appartenevano alle più importanti famiglie nobili della città ed erano stati edificati a supporto dei castelli comunali; essi erano il castello del Cassero dei conti Torriglioni, le Torrette dei conti Bonarelli e Castelferretto (oggi Castelferretti) dei conti Ferretti.
Ogni castello di Ancona aveva il compito di rifornire di olio una delle lampade che tuttora circondano l'edicola vanvitelliana che sorge nel duomo del capoluogo e che custodisce l'immagine della Madonna, compatrona della città insieme a San Ciriaco. Una interessante manifestazione che vedeva coinvolti i castelli di Ancona si svolgeva nel XV secolo, in occasione della Pentecoste. Si trattava di una competizione tra i migliori balestrieri, che mettevano alla prova le loro abilità in Piazza Grande (l'attuale Piazza del Plebiscito); l'importanza relativa tra i vari castelli si può desumere dal numero di balestrieri che ognuno inviava alla gara: i castelli di Agugliano, Camerano, Offagna inviavano dodici rappresentanti, Castel d'Emilio, Monte San Vito, Polverigi, Sirolo, Varano ne inviavano dieci, Paterno, Gallignano, Massignano, Poggio, Montesicuro, Camerata ne inviavano sei, mentre Sappanico solo tre.

## I castelli oggi

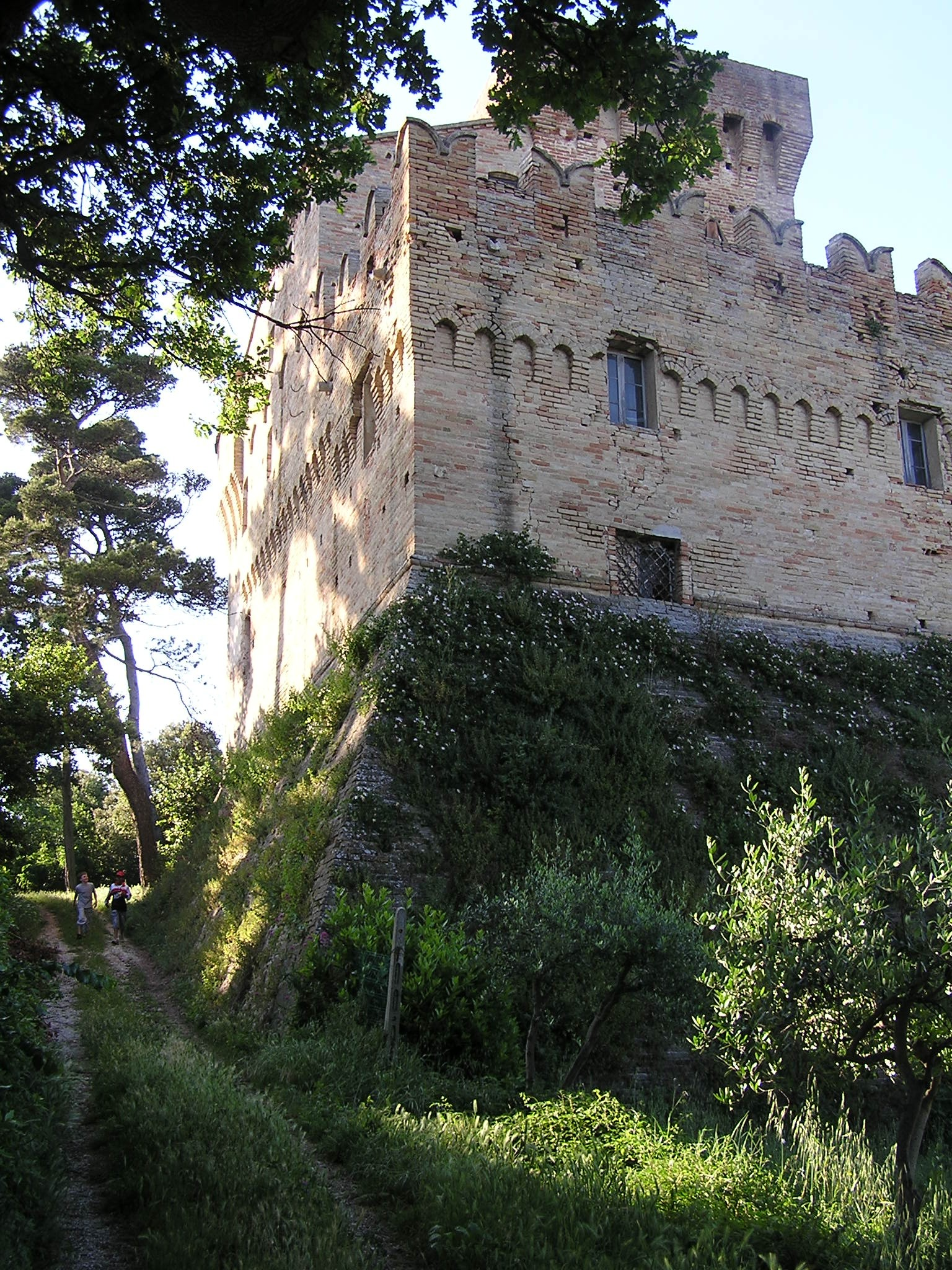
La rocca di Bolignano immersa nella vegetazione

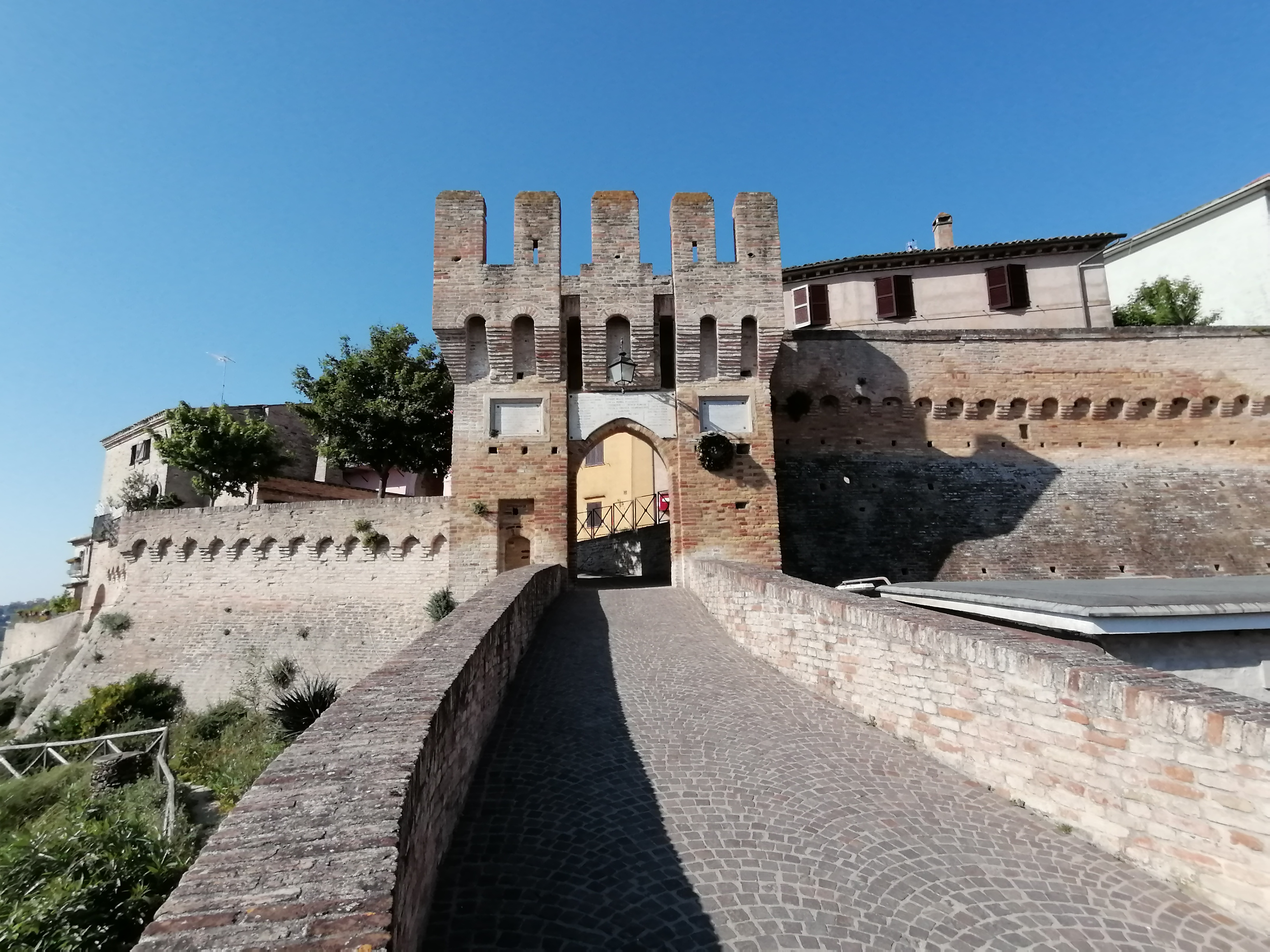
Castel d'Emilio

Oggi alcuni castelli di Ancona sono divenuti comuni indipendenti dal capoluogo: Falconara Marittima, Monte San Vito, Camerata Picena, Agugliano, Polverigi, Offagna, Camerano, Sirolo.
Altri sono invece oggi frazioni di Ancona: Montesicuro, Gallignano, Sappanico, Poggio, Varano, Massignano, Paterno. 
Altri ancora, infine, sono frazioni di altri comuni: Rocca Priora e Castelferretti di Falconara, Cassero di Camerata Picena, Castel d'Emilio di Agugliano.
Un caso a parte è la rocca di Bolignano, che non è circondata da un abitato, ma svetta ancora solitaria nella collina che domina il fiume Aspio.
Non sempre nei castelli di Ancona si conservano tracce delle originarie fortificazioni; senz'altro le rocche meglio conservate sono quella di Offagna, di Bolignano e di Fiumesino (ossia Rocca Priora). Tra i castelli nobiliari, quello meglio conservato è quello di Castelferretti. Interessanti testimonianze sono visibili anche a Castel d'Emilio, a Falconara (castello di Falconara alta) e Sirolo dove tutto il paese è ancora stretto nelle mura del vecchio castello.